# Volumen de control
En mecánica de continuidad y termodinámica, un volumen de control es una abstracción matemática empleada en el proceso de creación de modelos matemáticos de procesos físicos. En un marco de referencia inercial, es un volumen fijo en el espacio o en movimiento con una velocidad de flujo constante a través del cual fluye el continuo (gas, líquido o sólido). La superficie que encierra el volumen de control se conoce como la superficie de control.
En estado estable, un volumen de control puede considerarse como un volumen arbitrario en el que la masa del continuo permanece constante. Cuando un continuo se mueve a través del volumen de control, la masa que ingresa al volumen de control es igual a la masa que sale del volumen de control. En estado estable, y en ausencia de trabajo y transferencia de calor, la energía dentro del volumen de control permanece constante. Es análogo al concepto de mecánica clásica del diagrama de cuerpo libre. 

## Visión general
Por lo general, para entender cómo se aplica una ley física determinada al sistema que se está considerando, primero se comienza por considerar cómo se aplica a un volumen pequeño de control o "volumen representativo". No hay nada especial en un volumen de control particular, simplemente representa una pequeña parte del sistema al que se pueden aplicar fácilmente las leyes físicas. Esto da lugar a lo que se denomina una formulación volumétrica del modelo matemático. 
Entonces, se puede argumentar que dado que las leyes físicas se comportan de cierta manera en un volumen de control particular, se comportan de la misma manera en todos esos volúmenes, ya que ese volumen de control particular no era especial de ninguna manera.  De esta forma, se puede desarrollar la formulación puntual correspondiente del modelo matemático para que pueda describir el comportamiento físico de un sistema completo (y quizás más complejo). 
En la mecánica de continuidad, las ecuaciones de conservación (por ejemplo, las ecuaciones de Navier-Stokes) están en forma integral. Por lo tanto, se aplican en volúmenes. Encontrar formas de la ecuación que sean independientes de los volúmenes de control permite la simplificación de los signos integrales. Los volúmenes de control pueden ser estacionarios o pueden moverse con una velocidad arbitraria.

## Derivado sustantivo
Los cálculos en mecánica continua a menudo requieren que el operador de derivación de tiempo regular {\displaystyle d/dt\;}es reemplazado por el operador derivado sustantivo {\displaystyle D/Dt}. Esto puede verse como sigue: 
Considere un error que se está moviendo a través de un volumen donde hay un escalar, por ejemplo, presión , que varía con el tiempo y la posición:  {\displaystyle p=p(t,x,y,z)\;}. 
Si el error durante el intervalo de tiempo de  {\displaystyle t\;}a   {\displaystyle t+dt\;}se mueve desde {\displaystyle (x,y,z)\;}a  {\displaystyle (x+dx,y+dy,z+dz),\;}entonces el error experimenta un cambio {\displaystyle dp\;}en el valor escalar, 
{\displaystyle dp={\frac {\partial p}{\partial t}}dt+{\frac {\partial p}{\partial x}}dx+{\frac {\partial p}{\partial y}}dy+{\frac {\partial p}{\partial z}}dz}
(el diferencial total). Si el bug se mueve con una velocidad {\displaystyle \mathbf {v} =(v_{x},v_{y},v_{z}),}el cambio en la posición de las partículas es  {\displaystyle \mathbf {v} dt=(v_{x}dt,v_{y}dt,v_{z}dt),}y podemos escribir 
{\displaystyle {\begin{alignedat}{2}dp&={\frac {\partial p}{\partial t}}dt+{\frac {\partial p}{\partial x}}v_{x}dt+{\frac {\partial p}{\partial y}}v_{y}dt+{\frac {\partial p}{\partial z}}v_{z}dt\\&=\left({\frac {\partial p}{\partial t}}+{\frac {\partial p}{\partial x}}v_{x}+{\frac {\partial p}{\partial y}}v_{y}+{\frac {\partial p}{\partial z}}v_{z}\right)dt\\&=\left({\frac {\partial p}{\partial t}}+\mathbf {v} \cdot \nabla p\right)dt.\\\end{alignedat}}}
donde  {\displaystyle \nabla p}es el gradiente del campo escalar p. Así que: 
{\displaystyle {\frac {d}{dt}}={\frac {\partial }{\partial t}}+\mathbf {v} \cdot \nabla .}
Si el error simplemente se mueve con el flujo, se aplica la misma fórmula, pero ahora el vector de velocidad, v , es el del flujo, u. La última expresión entre paréntesis es el derivado sustantivo de la presión escalar. Dado que la presión p en este cálculo es un campo escalar arbitrario, podemos abstraerlo y escribir el operador derivado sustantivo como 
{\displaystyle {\frac {D}{Dt}}={\frac {\partial }{\partial t}}+\mathbf {u} \cdot \nabla .}